# 초 애왕
초 애왕(楚 哀王, ?  ~ 기원전 228년 음력 3월, 재위: 기원전 228년 음력 1월 ~ 음력 3월)은 중국 전국 시대 초나라의 41대 군주이자 25대 왕으로, 성은 미(羋), 씨는 웅(熊), 휘는 유(猶) 또는 석(郝)이다. 고열왕의 유복자로, 고열왕과 권신 이원의 누이의 아들이자, 유왕의 친아우이다.

## 행적
초 유왕 10년(기원전 228년), 친형 유왕이 죽고, 대신하여 그의 뒤를 이어 즉위하였다. 《자치통감》에서는 초나라 사람들에 의해 왕으로 세워졌다고 한다.
그러나 두 달 남짓 지나 서형 공자 부추에게 시해당하였다. 경위에 대해서는 각각 서로 다른 기록들이 전해지는데, 《사기》 권40 초세가에서는 부추의 문객들이 애왕을 습격하여 죽이고 부추를 왕으로 세웠다고 하였고, 《자치통감》에서는 부추 본인이 애왕을 죽이고 스스로 왕이 되었다고 하였으며, 《열녀전》에서는 공자 부추의 문객들이 유왕이 고열왕의 아들이 아니라는 소문을 듣고 애왕까지 고열왕의 아들이 아니라고 의심하여, 애왕과 태후를 습격하여 죽인 것은 물론 이원의 온 집안까지 멸족시켜 버리고 부추를 왕으로 세웠다고 하였다.

### 내용주
1. ↑  이상 이들 세 명은 모두 애왕의 서형들이다. 그러나 이들을 고열왕의 서제로 보는 견해도 있다[1]. 이를 따를 경우 이들은 유왕과 애왕에게는 숙부에 해당한다.
2. ↑  《사기》 권40 초세가에서는 애왕이 즉위한 지 두 달 남짓 지나 살해되었다고 하였고[7], 《사기》 권15 육국연표와 《자치통감》에서는 음력 3월에 살해되었다고 하였는데[2][3][4][5][6], 해당 기록들에서 역산하면 음력 1월이 된다.
3. ↑  猶의 음훈은 대개 '같을 유'·'오히려 유'로 알려져 있으나, 또 다른 음훈은 '원숭이 유'·'강아지 유'이다. 《설문해자》에 猶는 원숭이의 종류로, 犬이 뜻을, 酋가 음을 각각 나타내며, 일설에는 농서 지방에서 강아지를 猷라고 일컬었다고 하였다[8][9][10]. 《시자(尸子)》에서는 키가 다섯 자가 되는 큰 개를 猶라고 하였다[11]. 학자 안휘대학 중문과 교수 진광충(陳廣忠, 1949 ~ )은 이를 근거로 하여, 고대 중국 사람들은 동물에서 이름을 따 와서 사람 이름을 짓기를 좋아하였다는 점을 들어, 여기서의 이름자 猶는 원숭이 또는 강아지라는 의미로 지어졌다고 주장하였다[12]. 한편 천쯔(陳直, 1901 ~ 1980, 자는 진이(進宧) 또는 진의(進宜). 호는 모려(摹廬) 또는 농와옹(弄瓦翁))는 《소교경각금문(小校經閣金文)》 권2 59페이지에 기록된 초왕음긍정(楚王酓肯鼎, 楚王㱃肯鼎)과 초왕음긍사정(楚王酓肯釶鼎, 楚王㱃肯釶鼎)을 근거로 하여[13], 肯과 猶의 편방이 서로 비슷하다는 점을 들어 猶는 肯의 오자로 추정된다고 주장하였다[14].
4. ↑  호삼성은 郝은 음이 釋(석)[郝, 音釋.]이라고 주석을 다는 한편 맹강(孟康)이 郝은 呵와 各의 반절(하(→가)+각=학)[康曰: 呵各切.]이라고 한 것도 같이 언급하였다[4]. 엄연의 《자치통감보》에서는 이를 언급하지 않았다[5]. '郝'의 음훈은 대개 '땅이름 학'·'성 학'으로 알려져 있으나, 또 다른 음훈은 '밭갈 석'이다. 《광운》에 郝은 施와 隻의 반절(시+척=석)이라 하였고[16], 《이아》 석훈(釋訓) 편에 郝郝은 밭을 가는 모양[郝郝, 耕也.]이라고 하였으며, 곽박은 흙이 풀린다는 말[言土解]이라고 주를 달았고, 형병(邢昺)은 음이 석석이라고 주해하였다[17][18]. 즉 본 문서에서의 郝은 음을 석으로 읽는 것이 올바른 표기이다. 한편 진광충은 이를 근거로 하여, 郝郝이 바로 밭을 간다는 뜻이라는 점을 들어, 밭을 가는 사람이 농부이기 때문에 여기서의 이름자 郝은 농부라는 미천한 존재를 가지고 사람 이름을 지은 것이라고 주장하였다[12].
5. ↑  이는 《사기》와 《자치통감》의 기록으로[2][7][3][4][5][6], 《열녀전》에서는 고열왕의 아우라 하였다[15]. 이를 따를 경우 부추는 유왕과 애왕에게는 숙부에 해당한다.
6. ↑  이때 이원 본인에 대해서는 언급이 없어, 그가 아직 살아 있었는지 아니면 이미 죽고 없었는지 여부는 알 수 없다.

### 참조주
1. ↑  낙과강(駱科强) (2009년 1월). “昌平君和昌文君事迹辨析及其身份推測” [창평군과 창문군의 사적 변별·분석과 그 신분의 추측]. 《카슈가르사범학원학보》 (중국어) (카슈가르대학) 30 (1): 47. doi:10.13933/j.cnki.j.kashgar.teach.coll.2009.01.007.
2. 1 2 3 4 5 6 7  사마천, 《사기》 권15 표3 육국연표(六國年表)
3. 1 2 3 4 5 6 7  사마광, 《자치통감》 권6 진기(秦紀)1
4. 1 2 3 4 5 6 7 8  호삼성, 《자치통감음주》 권6 진기(秦紀)1
5. 1 2 3 4 5 6 7 8  엄연, 《자치통감보》 권6 열국기 계유(B.C.228), 상주 사보루(思補樓) 교정인쇄본 《자치통감보》(6), 57/79.
6. 1 2 3 4 5 6 7  (대만) 백양 역 (1985년 10월). 〈탄병육국(呑幷六國)〉. 《현대어문판 자치통감》 [백양판 자치통감 (2) 6국을 병탄하다] (중국어) 2 1판. 북경: 중국우의출판공사(中國友誼出版公司). 172쪽.
7. 1 2 3 4 5 6  사마천, 《사기》 권40 세가10 초세가(楚世家)
8. ↑  허신, 《설문해자》 권10 中 犬部
9. ↑  정복보 편찬, 《설문해자고림》 설문해자 제10上 〈犬部〉 중 '猶',  pp.4419-4422. 상해의학서국(上海醫學書局)판 중국국가도서관 소장본《설문해자고림》(23), 29-33/271.
10. ↑  정복보 편찬, 《설문해자고림》 보유(補遺) 제10上 〈犬部〉 중 '猶', pp.679-680. 상해의학서국(上海醫學書局)판 중국국가도서관 소장본《설문해자고림》(77), 105-108/212.
11. ↑  시교 저, 왕계배 집(輯)·교정,《시자(尸子)》 권下
12. 1 2  진광충(陳廣忠) (2024년 5월 30일). “초나라 말기 네 왕의 명칭·시호 고찰[楚國晚期四王稱謂·謚號考]”. 《회하조보(淮河朝報)》. 회초문화(淮楚文化) (중국어) (제2기) A1판. 화이난넷. 2025년 3월 27일에 확인함.
13. ↑  유체지(劉體智) 주편 (1972년 1월).  대통서국(大通書局) 편집부, 편집. 《소교경각금석문자(小校經閣金石文字) 인득본(引得本)》 (중국어) 2 1판. 대북: 대통서국. 333-336쪽.
14. ↑  천쯔(陳直) (2006년 4월). 《사기신증(史記新證)》. 모려총저(摹廬叢著) (중국어) 1판. 북경: 중화서국. 92쪽. ISBN 7-101-04960-5.
直按: 《小校經閣金文》卷二, 五十九頁, 有"楚王㱃肯鼎"及釶鼎二器, 肯字與猶字偏旁相似, 疑猶爲肯之誤字也.
(나(천쯔)의 생각: 《소교경각금문(小校經閣金文)》 권2 59페이지에 "초왕음긍정(楚王㱃肯鼎)"과 사정(釶鼎) 두 청동기가 있는데, '肯'자와 '猶'자가 편방이 서로 비슷하니, 아마도 猶는 肯의 오자가 아닐까 한다.)
15. 1 2 3 4 5  유향, 《열녀전》 권7 얼폐전(孼嬖傳) 중 초 고열왕의 이후(李后)[楚考李后]
16. ↑  진팽년(陳彭年) 외, 《대송중수광운(大宋重修廣韻)》 입성(入聲) 昔(석) 중 釋(석)
17. ↑  저자 미상, 곽박 주, 형병(邢昺) 소(疏), 《이아주소(爾雅註疏)》, 권4 제3 석훈(釋訓)
18. ↑  주조연(朱祖延) 주편 (2014년 2월). 《이아고림(爾雅詁林)》 (중국어) 상2 1판. 무한: 호북교육출판사(湖北敎育出版社). 1510-1512쪽. ISBN 978-7-5351-9647-7.

| 전임 형 유왕 웅한 | 제41대 초나라의 군주 기원전 228년 | 후임 형 또는 숙부 웅부추 |

| 전임 초 유왕 | 제25대 초나라 국왕 기원전 228년 | 후임 초왕 부추 |